# 욘 륑

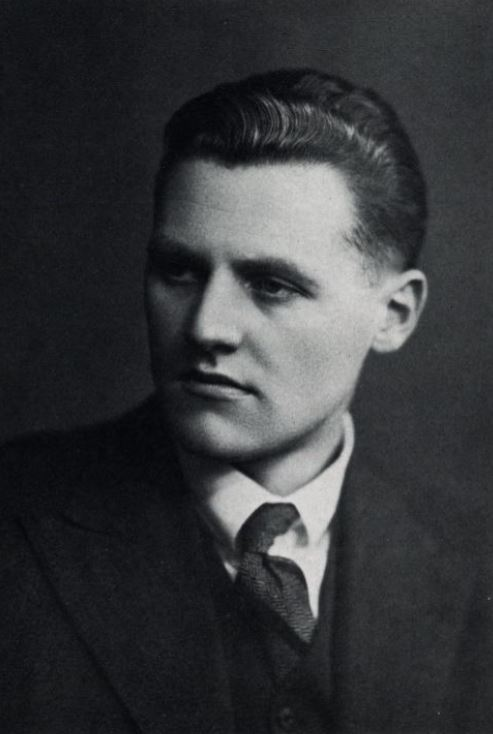

욘 다니엘 륑(노르웨이어: John Daniel Lyng, 1905년 8월 22일 쇠르트뢰넬라그주 트론헤임 ~ 1978년 1월 18일 아케르스후스주 베룸)은 노르웨이의 법률가, 정치인이다. 소속 정당은 우파당이다.

## 생애
1927년에 실시된 법률 시험에 합격했으며 1931년에는 덴마크 코펜하겐 대학교, 독일 하이델베르크 대학교에서 유학 생활을 했다. 제2차 세계 대전 전후에는 변호사, 판사로 근무했고 1938년에는 우파당에 입당했다.
제2차 세계 대전에서 나치 독일이 노르웨이를 점령하던 동안에는 노르웨이 레지스탕스에 가담했다. 1943년부터 1944년까지 스웨덴 스톡홀름 주재 노르웨이 공사관에서 법률가로 근무했고 1945년까지는 영국 런던 주재 노르웨이 망명 정부에서 근무했다.
1963년 8월 28일에는 우파당, 중앙당, 기독교민주당, 자유당과의 연립 정권을 수립하면서 노르웨이의 총리로 취임했지만 국민들의 항의 시위로 인해 1963년 9월 25일을 기해 노르웨이의 총리 자리에서 물러나게 된다. 1964년부터 1965년까지 오슬로-아케르스후스주의 주지사를 역임했고 1965년 10월 12일부터 1970년 5월 22일까지 노르웨이 외무부 장관을 역임했다.